# تاکائو کویاما
تاکائو کویاما (ژاپنی: 小山 高生؛ زادهٔ ۲۱ آوریل ۱۹۴۸) یک فیلم‌نامه‌نویس اهل ژاپن است.
از فیلم‌ها یا مجموعه‌های تلویزیونی که وی در آن‌ها نقش داشته است می‌توان به بلفی و لی‌لی‌بیت، دراگون بال و دراگون بال زد اشاره نمود.